# Wittegoudbrug
De Wittegoudbrug is een stalen liggerbrug voor voetgangers en fietsen over de Dijle op de grens van de gemeenten Haacht en Haacht in de Belgische provincie Vlaams-Brabant. De fiets- en voetgangersbrug werd in 2023 in gebruik genomen.
De brug werd tegelijk met de Regenboogbrug (tussen Bonheiden en Boortmeerbeek) gebouwd en geopend.
In maart 2023 werd gestart met de werken op het terrein voor de aanleg van de twee bruggen. De kostprijs werd verdeeld over De Vlaamse Waterweg (50%) en de betrokken gemeenten (elk 25%) met subsidie van de provincie Vlaams-Brabant. De Wittegoudbrug werd op 31 augustus 2023 geplaatst. De twee bruggen werden op zondag 12 november 2023 geopend.
De naam verwijst naar de streekproducten witloof en asperge, het "witte goud". De brug is zo'n 37 meter lang.
De aanleg kadert in het Sigmaproject Bovendijle voor meer natuurontwikkeling en een betere bescherming tegen overstromingen van getijdenrivieren.